# قطعنامه ۲۸۵ شورای امنیت
قطعنامه ۲۸۵ شورای امنیت سازمان ملل متحد که در تاریخ ۰۵ سپتامبر ۱۹۷۰ تصویب شد، سندی بین‌المللی دربارهٔ وضعیت خاورمیانه است. این قطعنامه طی نشست ۱٬۵۵۱ام
با ۱۴ موافق،۰ مخالف و۱ ممتنع تصویب شد.